# Hjortsberg
Hjortsberg är ett område i södra Falkenberg, till största del bestående av villor. Merparten av området byggdes under 70- och 80-talen, men stora områden med flerfamiljshus, villor och radhus har byggts ut sedan 2010-talets början. Området är nu det snabbast växande i Falkenberg. 
På Hjortsberg finns väl utbyggd närservice med grundskola, vårdcentral och apotek, ICA-butik, postservice, bensinstation, kvarterskrog och konditori. Området ligger omkring en kilometer från Skrea strand, som varje sommar lockar tusentals besökare. Hjortsbergsskolan är namnet på grundskolan som ligger på Hjortsberg. Hjortsbergsskolan är en grundskola för elever i årskurserna 0 - 5. 